# Garmisch-Partenkirchen–Kempten-vasútvonal

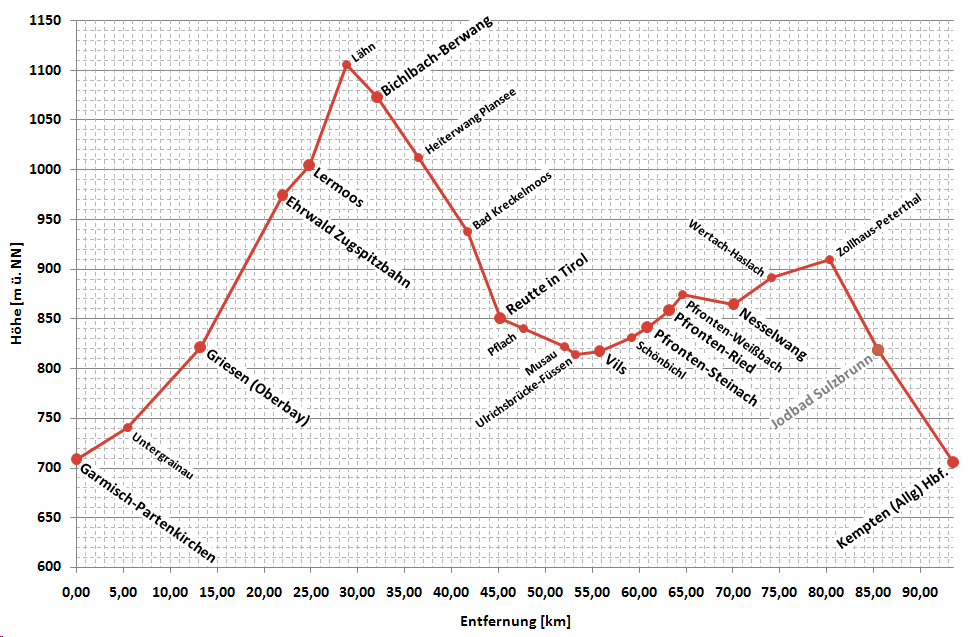
A vonal magasságprofilja

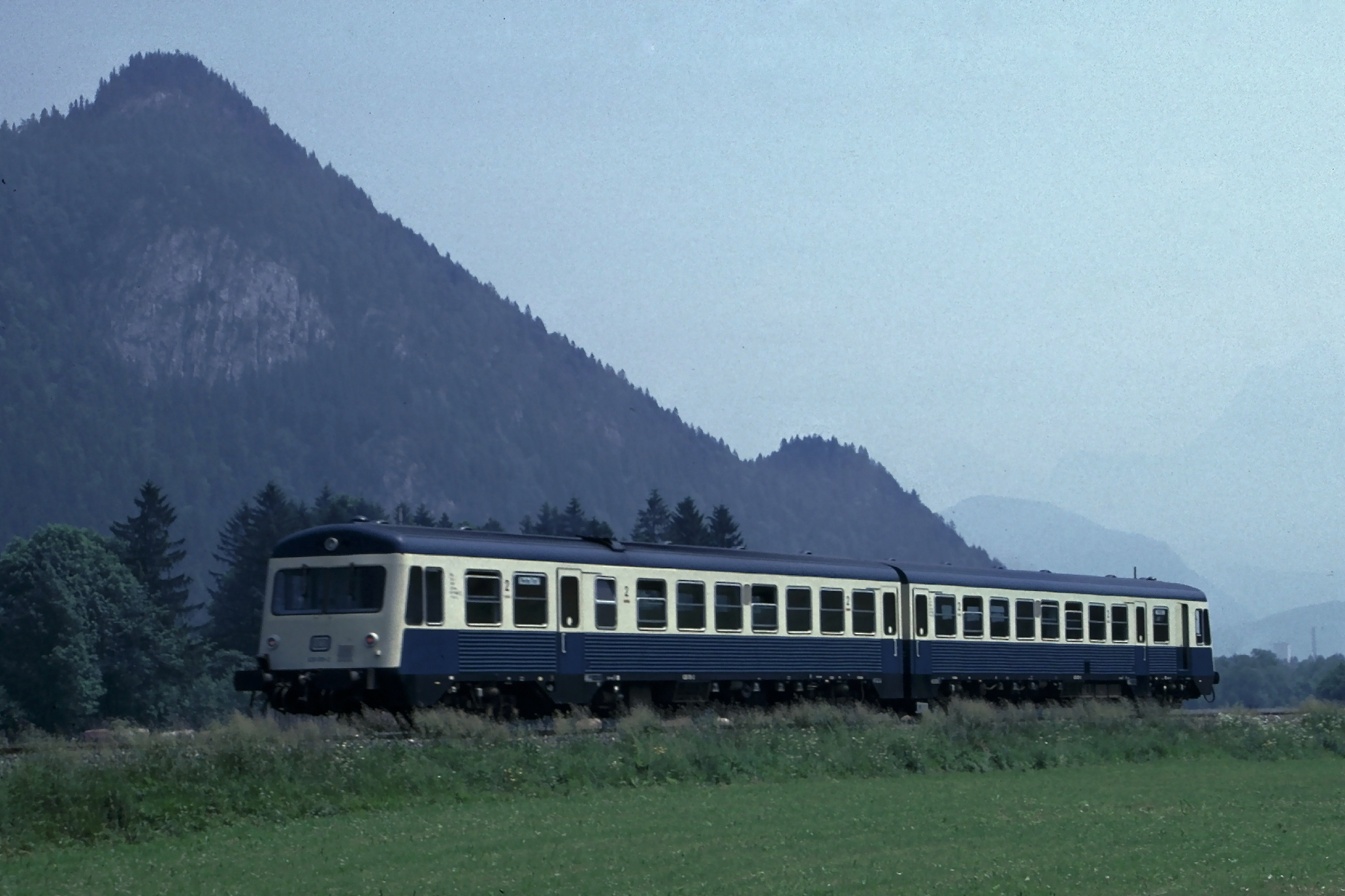
1987: egy DB 628.0 sorozatú dízelmotorvonat Schönbichl közelében

A Garmisch-Partenkirchen–Kempten-vasútvonal, becenevén az Außerfernbahn egy normál nyomtávolságú, 93,9 km hosszú, 15 kV, 16,7 Hz-cel villamosított vasútvonal Garmisch-Partenkirchen (Németország, Bajorország) és Kempten (Németország, Bajorország) között, miközben áthalad egy rövid szakaszon Ausztrián.